# 查拉特區

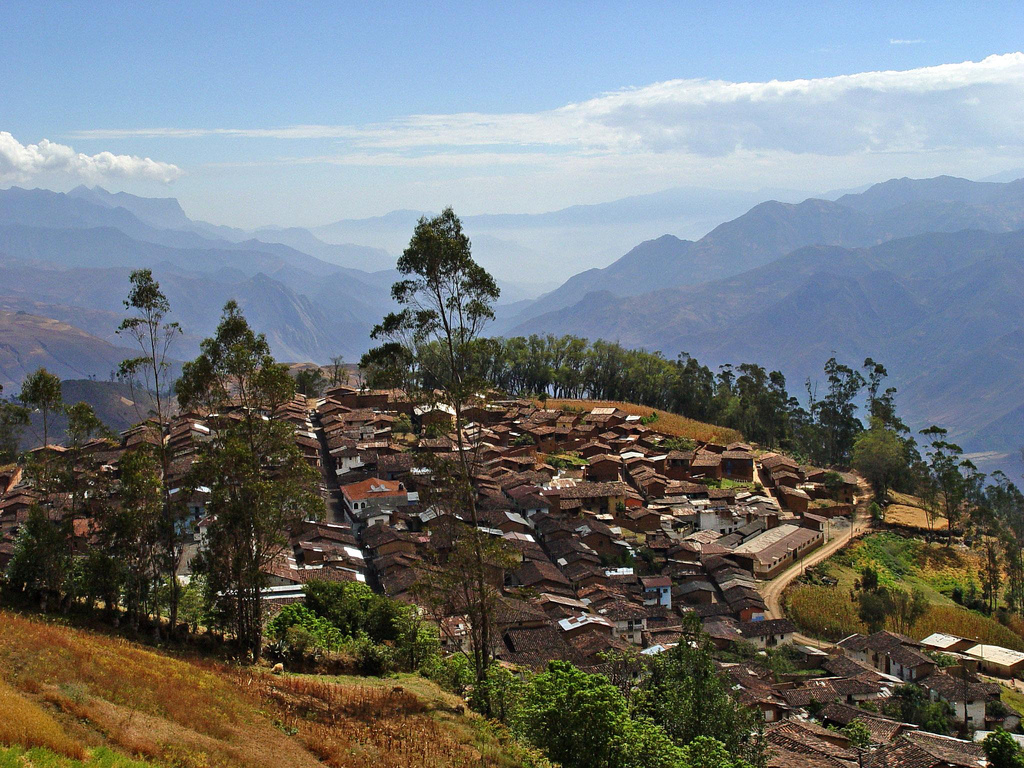
從十字架上看烏斯奎爾，
地點：秘魯奧圖斯科省恰拉縣查拉特區

查拉特區（西班牙語：Distrito de Charat），是秘魯的一個區，位於該國西北部拉利伯塔德大區的奧圖斯科省，始建於1876年5月14日，面積68.89平方公里，海拔高度2,268米，2005年人口3,223，人口密度每平方公里47人。